# لاکهید ای‌اچ-۵۶ شاین
لاکهید ای‌اچ-۵۶ شایِن (به انگلیسی: Lockheed AH-56 Cheyenne) یک هواگرد ساختِ کارخانهٔ لاکهید کورپوریشن در کشور ایالات متحده آمریکا است. نخستین استفاده‌کنندهٔ این هواگرد نیروی زمینی ایالات متحده آمریکا بوده‌است. این هواگرد برای نخستین بار در ۲۱ سپتامبر ۱۹۶۷ میلادی مورد استفاده قرار گرفت. تنها ۱۰ فروند از این بالگرد ساخته شد و به مرحله تولید انبوه نرسید. این بالگرد در رقابت با هیوز آپاچی شکست خورد و آپاچی توسط ارتش آمریکا پذیرفته شد.